# William A. Dickson
William Alexander Dickson (* 20. Juli 1861 in Centreville, Wilkinson County, Mississippi; † 25. Februar 1940 ebenda) war ein US-amerikanischer Politiker. Zwischen 1909 und 1913 vertrat er den sechsten Wahlbezirk des Bundesstaates Mississippi im US-Repräsentantenhaus.

## Werdegang
William Dickson besuchte sowohl öffentliche als auch private Schulen. Dazu gehörten unter anderem die Pleasant Grove School, das Centenary College in Jackson (Louisiana) und die Vanderbilt University in Nashville (Tennessee). Trotz eines Jurastudiums hat Dickson nie als Jurist gearbeitet. Nach seiner Studienzeit begann er in der Landwirtschaft tätig zu werden.
Politisch schloss sich Dickson der Demokratischen Partei an. Zwischen 1887 und 1893 war er Abgeordneter im Repräsentantenhaus von Mississippi. Damals war er unter anderem auch Schulrat im Wilkinson County und Kurator des Agricultural and Mechanical College in Starkville. 1908 wurde Dickson in das US-Repräsentantenhaus in Washington, D.C. gewählt, wo er am 4. März 1909 Frank A. McLain ablöste. Nach einer Wiederwahl im Jahr 1910 konnte er bis zum 3. März 1913 im Kongress verbleiben.
Nach dem Ende seiner Zeit in der Bundeshauptstadt widmete sich Dickson wieder seinen privaten Interessen, hierbei vor allem der Landwirtschaft. Später wurde er Verwaltungsleiter (Supervisor) des dritten Bezirks im Wilkinson County. Dort war er im Jahr 1927 auch für die Straßenverwaltung zuständig. Dickson starb im Februar 1940 in seinem Geburtsort Centreville und wurde dort auch beigesetzt.